# Anigraea angulata
Anigraea angulata là một loài bướm đêm trong họ Noctuidae.